# Kurt Härzschel
Kurt Härzschel (* 8. Juni 1924 in Groß Mangersdorf, Oberschlesien; † 22. Oktober 2010 in Schopfheim) war ein deutscher Politiker der CDU.

## Leben und Beruf
Nach dem Schulbesuch wurde Härzschel zur Wehrmacht eingezogen und nahm seit 1941 als Soldat am Zweiten Weltkrieg teil. Bei Kriegsende geriet er in britische Gefangenschaft, aus der er 1948 entlassen wurde.
Nach seiner Entlassung aus der Kriegsgefangenschaft absolvierte Härzschel eine Ausbildung zum Maschinenschlosser und arbeitete bis 1963 in diesem Beruf. Daneben engagierte er sich gewerkschaftlich, trat 1953 der IG Metall bei und wirkte von 1956 bis 1962 als Betriebsratsvorsitzender. 1966 nahm er eine Tätigkeit als Sozialsekretär bei der Evangelischen Landeskirche Baden auf.

## Partei
Härzschel war seit 1956 Mitglied der CDU. Er war von 1971 bis 1988 Vorsitzender der Christlich-Demokratischen Arbeitnehmerschaft (CDA) in Baden-Württemberg und von 1971 bis 1989 stellvertretender Bundesvorsitzender der CDA.

## Abgeordneter
Härzschel war 1965 bis 1999 Ratsmitglied der Stadt Schopfheim und von 1985 bis 1995 Kreistagsmitglied des Kreises Lörrach. Dem Deutschen Bundestag gehörte er vom 28. Oktober 1963, als er für den verstorbenen Heinrich Höfler nachrückte, bis 1965 sowie vom 19. Oktober 1967, als er für Heiner Geißler nachrückte, bis 1976 an. Von 1973 bis 1977 gehörte er zudem dem Europaparlament an.

## Öffentliche Ämter
Härzschel amtierte von 1976 bis 1984 als Staatssekretär im Ministerium für Arbeit, Gesundheit und Sozialordnung des Landes Baden-Württemberg.

## Ehrungen
- 1989: Großes Verdienstkreuz der Bundesrepublik Deutschland
- 2001: Ehrenbürger der Stadt Schopfheim[1]